# Heinrich Zell
Heinrich Zell († 1564) war ursprünglich Kartograf, dann Astronom und von 1557 bis zu seinem Tod im Jahr 1564 Bibliothekar der Herzogtum-Preußen-Schlossbibliothek in Königsberg. In seinen Publikationen latinisierte Zell seinen Namen häufig zu Henricus Zellius oder Zeel(l)ius. Teilweise benutzte er auch andere Vornamen, wie etwa Heilrich(us) oder Agrippinus.

## Leben und Wirken
Als Schüler von Sebastian Münster, Neffe des Straßburger Theologenehepaares Matthäus Zell und Katharina Schütz-Zell sowie Verwandter des Nürnberger Kartografen und Holzschnitzers Christoph Zell kam er 1539 mit Rheticus nach Frauenburg zu Nikolaus Kopernikus und unterstützte diesen bei der Herausgabe der Narratio prima, die in Danzig erfolgte.
1555 trat Zell in den Dienst Herzog Albrechts von Preußen und übernahm zwei Jahre später das Amt des Herzoglichen Schlossbibliothekars. Während seiner Zeit am Königsberger Schloss erstellte Zell einen neuen Standortkatalog.
Da er 1533 schon eine Europakarte erstellt hatte, schuf er 1542 eine Karte von Preußen, die auf den Vorarbeiten von Alexander Scultetus, Kopernikus und Rheticus aufbaute und von Münster, Abraham Ortelius und Caspar Schütz veröffentlicht wurde. Mit Ein neuwe und eygentlich Beschreibung des Teutschen Lands folgte 1560 eine Deutschlandkarte in vier Holzschnitten.
Laut der Kopernikus-Biographie von Pierre Gassendi aus dem Jahr 1654 hatte er Kenntnis von dessen 1543 veröffentlichtem Hauptwerk De revolutionibus orbium coelestium und war ein früher Anhänger dessen Weltbilds.

## Werke (Auswahl)
- De situ ac moribus regnorum omnium, quae hac praesentis Europae, charta continentur, quaeq[ue] sunt Europae contigua, Epitome. [ca. 1535]
- Genealogia insignium Europae Imperatorum, Regum etc ab anno Christi 80. usque 1563. Jul. Caes. Scaligeri oratio funebris in morte filii Audecti et Pauli Scalickii epistola de sacerdotio. Johannes Daubman, Königsberg 1563 [unter dem Pseudonym Heilrichus Zeellius]